# 特爾納瓦
特爾納瓦（斯洛伐克語發音：[ˈtr̩naʋa] ⓘ，音译：瑙吉松博特，德語：[ˈtʏrnaʊ̯] ⓘ）是位於斯洛伐克西部的一個城市。位於斯洛伐克首都布拉迪斯拉發東北47公里、奥地利首都维也纳东110公里處。特爾納瓦歷史悠久，有「斯洛伐克的罗马」之稱。特爾納瓦是特爾納瓦州的首府所在地。

## 名称和词源
特尔纳瓦的名称在各个语言中的称呼不尽相同。现用名Trnava一词源于古斯拉夫语和斯洛伐克语中的tŕň，意为荆棘丛，最初被命名在流过其境内的河流，因河岸荆棘丛生而得名特尔纳瓦河，尔后当地也以此词命名。在早期匈牙利统治期间，对该地的称呼逐渐演变为Tyrna，并影响了德语和拉丁语对该地的称谓。1211年，已发展为重要集镇的特尔纳瓦被匈牙利王室改名为瑙吉松博特（Nagyszombat），指的是每周六（匈牙利語：szombat）在此举行的集市（匈牙利語：nagy），但此名称并不被广泛使用。蒙古入侵此地后，新的统治者恢复了斯洛伐克语对此地的称呼。

## 历史
自新石器时代开始，该地就有人定居。中世纪时期，特尔纳瓦地区作为连接着从波希米亚到匈牙利的道路和从地中海到波兰的道路交汇处，形成了一个重要的定居点。特尔纳瓦的第一份书面记录可以追溯至1211年。在1238年，特尔纳瓦成为斯洛伐克境内首个被匈牙利国王授予城市特许权（市民特权）的城镇。原本是农业中心的特尔纳瓦逐渐发展为制造业、贸易和手工艺的中心。13世纪初，匈牙利国王邀请了大批德国人来到特尔纳瓦定居，而1242年蒙古人入侵后，更多的人来到了这里。13世纪末和14世纪初，特尔纳瓦的一部分被非常长的城墙所环绕，将斯洛伐克人的定居点和德国人隔开。
15世纪期间，捷克胡斯派发动战争，特尔纳瓦的德裔人口在这段时间内逐渐减少，并逐步被斯洛伐克人取代。1541年，奥斯曼帝国征服此地，并持续统治当地至1699年。16世纪—17世纪期间，特尔纳瓦成为匈牙利王国的反宗教改革的重要中心。17世纪，伯茨凱·伊什特萬、拜特伦·加博尔、拉科齊·捷爾吉一世和特克伊·伊姆雷等人的起义都对特尔纳瓦造成了浩劫。1704年12月26日，拉科齊·費倫茨二世的军队在特尔纳瓦附近被西贝尔特·海斯特领导的帝国军队彻底击败。在1848年匈牙利革命期间，理查德·吉恩的军队于12月14日与奥地利军队在这里作战。
在1918年捷克斯洛伐克成立后，特尔纳瓦成为该国最工业化的城市之一。第二次世界大战期间，特尔纳瓦于1945年4月1日被苏联乌克兰第二方面军占领。1977年，根据教皇保罗六世的决定，特尔纳瓦成为一个独立的斯洛伐克大主教区的所在地。1993年斯洛伐克独立，特尔纳瓦于1996年成为新成立的特爾納瓦州的行政中心。

## 经济与文化
特尔纳瓦的工业生产主要包括机械制造、农产品加工、食品加工、制糖、印刷等方面，为大型食品工业区，亦知名于其生产的传统服饰和陶器。境内有斯泰蘭蒂斯建设的汽车加工厂等。
特尔纳瓦是斯洛伐克的罗马天主教中心，其“小罗马”的绰号即得名于境内天主教堂数量众多。特尔纳瓦市境内亦有众多文化古迹，由斯洛伐克共和国古迹委员会公布。境内主要的高等教育机构包括特尔纳瓦大学、圣西里尔与麦多德大学等。

## 地理
特尔纳瓦位于多瑙河低地的特尔纳瓦河畔，海拔为144米（472英尺），占地面积71.535平方公里（27.6平方英里）。特尔纳瓦距布拉迪斯拉发东北约45公里（28英里），距尼特拉西界约50公里（31英里），距捷克边界约70公里（43英里）。最近的山脉是西部的小喀爾巴阡山脈和城市东北部的瓦赫河畔伊诺韦茨山。
特尔纳瓦位于北温带地区，四季分明，属大陆性气候，夏季与冬季温差明显。

## 交通

### 公路
特尔纳瓦位于两条连接斯洛伐克国内外重要道路的十字路口上，一条从捷克通往斯洛伐克南部，另一条从布拉迪斯拉发通往斯洛伐克北部。D1高速公路将特尔纳瓦与布拉迪斯拉发、特伦钦和日利纳连接，R1快速公路将特尔纳瓦与尼特拉连接。目前，当地正在计划并开始着手建设一条绕行道路。

### 铁路
特尔纳瓦在布拉迪斯拉发—日利纳铁路上拥有一个重要车站——特尔纳瓦火车站，靠近捷克边境的塞雷德和库蒂有两条铁轨延伸至特尔纳瓦。

### 航空
特尔纳瓦北部的博勒拉斯有一个小型的博勒拉斯机场（又名特尔纳瓦机场），而离特尔纳瓦较近的国际机场则位于布拉迪斯拉发和维也纳。

### 本地公交
特尔纳瓦亦运营着公共交通服务，目前拥有16条线路。

## 友好城市
特尔纳瓦与以下城市缔结为友好城市：
- 中国福鼎市[註 1]
- 俄羅斯巴拉科沃
- 捷克布熱茨拉夫
- 義大利卡萨莱蒙费拉托
- 捷克霍穆托夫
- 乌克兰哈尔科夫
- 斯洛維尼亞新梅斯托
- 德国桑格豪森
- 匈牙利松博特海伊
- 瓦拉日丁
- 波蘭扎布热